# 初田敬
初田 敬（はつた けい、1903年9月6日 - 1970年9月10日）は、日本の実業家、映画興行者、映画プロデューサーである。「新東京」等、都内・近郊の映画館を経営するほか、新東宝興行代表取締役社長、新東宝取締役および顧問、日米映画取締役、野中興業取締役を歴任した。

## 人物・来歴
1903年（明治36年）9月6日、神奈川県足柄下郡小田原町大字万年（現、小田原市）に生まれる。
長じて東京に移り、旧制・早稲田実業学校（現在の早稲田実業学校高等部）に進学、のちに卒業する。1934年（昭和9年）10月27日、経営悪化のために争議が起きた東京府東京市下谷区竹町44番地（現在の東京都台東区台東3丁目5番）の映画館「新東京」をオーナーの勝部英雄から買収、映画館経営を開始する。初田は、同館を最初に入手した後、西巣鴨の大塚館・大塚松竹館、板橋区の板橋松竹館、横浜市鶴見区の鶴見松竹館を含めたおよそ10館を経営した。
第二次世界大戦の終結後は、1948年（昭和23年）には東京都興行組合（現在の東京都興行生活衛生同業組合）、日本興行組合（現在の全国興行生活衛生同業組合連合会）のそれぞれの代表に就任し、興行業界の近代化に努めた。1950年（昭和25年）には、新東宝の取締役、同社の興行会社である新東宝興行の代表取締役社長に就任している。1953年（昭和28年）、新東宝の取締役から顧問になり、同年9月25日には、新東宝の初代社長であった佐生正三郎とともにいずれの役職も退任し、同年、佐生が設立した日米映画の取締役に就任している。日米映画は、日本テレビ放送網、新東宝と共同で映画製作を行い、前者の番組放映、後者の劇場公開のために作品を供給した会社である。
1954年（昭和29年）には、日活が製作事業を再開するにあたっての企画会議を開始、第1回は同年2月5日に行われ、初田は、星野和平、高木次郎、三上訓利、岩井金男らとともにこれに参加した。初田は、日活製作再開第1作『かくて夢あり』（監督千葉泰樹）を佐野博とともに製作し、同作は同年6月27日（6月29日）に公開された。また同年、同じく日活で『愛と死の谷間』（監督五所平之助）を星野和平とともに製作、同作は同年9月21日に公開されている。1960年代には、野中興業（代表野中恒雄）の取締役も務めた。
1970年（昭和45年）9月10日、死去した。満67歳没。初田の映画事業の最初の一歩であった「新東京」は、没後の1973年（昭和48年）ころに閉館した。

## フィルモグラフィ
クレジットはすべて「製作」である。公開日の右側には監督を含む監督以外のクレジットがなされた場合の職名、および東京国立近代美術館フィルムセンター（NFC）、マツダ映画社所蔵等の上映用プリントの現存状況についても記す。同センター等に所蔵されていないものは、とくに1940年代以前の作品についてはほぼ現存しないフィルムである。資料によってタイトルの異なるものは併記した。

### 日活
製作・配給は「日活」である。
- 『かくて夢あり』 : 監督千葉泰樹、原作大林清、脚本猪俣勝人・小森静男、撮影峰重義、主演宮城野由美子・小林桂樹、1954年6月27日[3][6]（6月29日[4][5]）公開 - 佐野博とともに製作、105分完全尺で現存（NFC所蔵[7]）
- 『愛と死の谷間』 : 監督五所平之助、原作・脚本椎名麟三、撮影小原譲治、主演津島恵子・芥川比呂志、1954年9月21日公開 - 星野和平とともに製作、117分完全尺で現存（NFC所蔵[7]）